# خريشبة (الحيمة الخارجية)

تعديل مصدري - تعديل

خريشبة هي إحدى قرى عزلة الصوفة بمديرية الحيمة الخارجية التابعة لمحافظة صنعاء، بلغ تعداد سكانها 27 نسمة حسب تعداد اليمن لعام 2004.